# Low poly

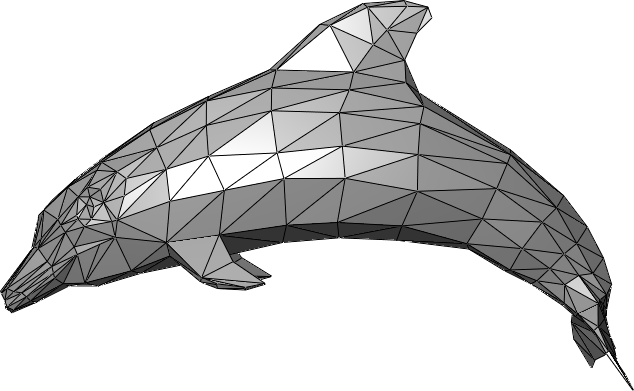
Representação de um golfinho feita com poucos polígonos.

Low poly é uma malha poligonal em computação gráfica 3D que possuí uma quantidade de polígonos relativamente pequena. O termo é bastante utilizado pelos desenvolvedores de jogos, jogadores e outros especialistas para descrever a diminuição de polígonos em um objeto ou personagem tri-dimensional gerado por um computador.A necessidade de poucos polígonos é essencial principalmente para jogos eletrônicos e imprescindível em jogos eletrônicos "abertos" como Grand Theft Auto e Assassin's Creed, onde o computador ou video-game tem que renderizar muitos polígonos de uma vez só. Quando se trabalha com low poly, o uso de uma boa textura é fundamental.
Alguns jogos mais antigos, necessitavam o uso de pouquíssimos polígonos, devido a pouca capacidade dos hardwares da época. Muitos polígonos em uma malha necessitam de um hardware mais poderoso, fazendo com que fosse estritamente necessário manter uma quantidade pequena de polígonos em Jogos 3d. Hoje, o low poly ainda existe, porém a limitação de polígonos não é a mesma que a de décadas atrás.

## Estética
A tecnologia avançou e continua avançando bastante, mas até hoje o low poly é usado para diminuir o tempo de renderização. Na verdade, o visual low poly tornou-se uma espécie de tendência de design. Videogames, artistas 3D e até mesmo ilustradores muitas vezes optam por usar polígonos simples em suas composições para comunicar textura e profundidade sem sacrificar uma estética minimalista.
A estética low poly tende a ser difícil de criar, pois ao reduzir intencionalmente a quantidade de detalhes de objetos e cenários torna-se mais difícil conseguir passar a mesma impressão de maneira legítima, pois aumenta sua dependência em outros elementos como formas, iluminação e texturas por exemplo.